# Cappon magro
Cappon magro (pronunciación en italiano: /kapˌpom ˈmaːɡro/; ligur: [kaˌpuŋ maːɡru]), es un ensalada genovesa elaborada de mariscos y verduras sobre bizcocho dispuestos en una pirámide decorativa y vestida con salsa.
Un plato similar pero mucho menos elaborado se llama capponata en Liguria (ligur: cappunadda ), capponata en Cerdeña y caponata estiva o caponata di pesce en Campania. Es una ensalada de tomates, pepinos, pimientos, lechuga, huevos duros, bottarga y atún seco aderezado con aceite de oliva .

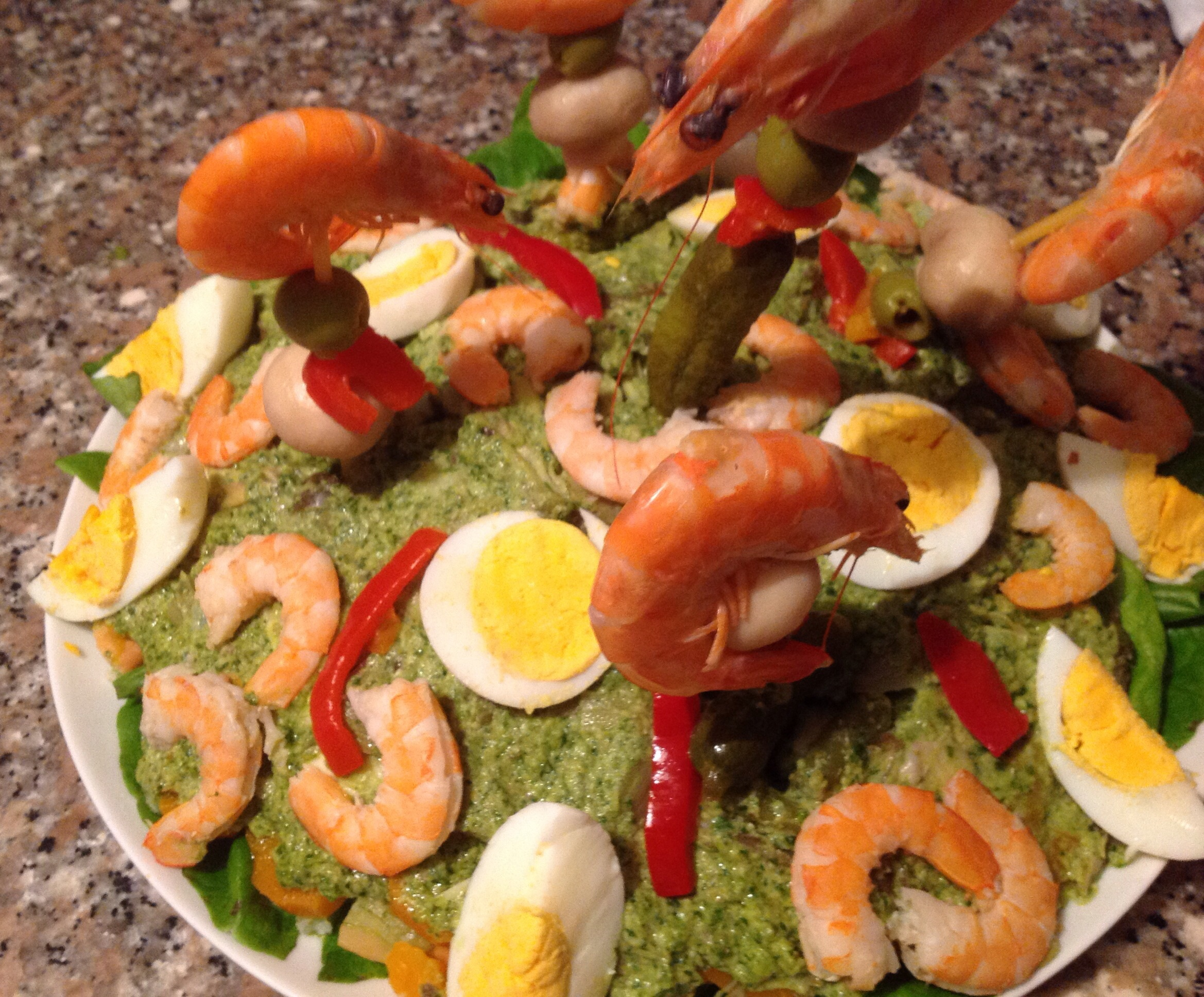
El Cappon magro

## Nombre
Cappon magro significa 'capón de día de ayuno'. Como el plato no contiene ingredientes considerados como carne según las reglas del ayuno católico tradicional, es una comida adecuada para los días de ayuno católico, incluida la víspera de Navidad. 'Capón' puede ser una referencia irónica al capón de aves de corral, un plato tradicional de Navidad. O puede referirse a la base de galleta, comparable al 'chapon' francés, una rebanada de pan untada con ajo que se coloca en el fondo de una sopa o ensaladera. También puede referirse a uno de los muchos peces llamados 'cappone' (quizás un rubio o un salmonete).

## Preparación
La base de un cappon magro es una capa de galletas duras ("gallette") frotadas con ajo y empapadas en agua de mar y vinagre. Luego se construye una pirámide capa por capa.
Cada capa puede constar de una o varias verduras, pescados o mariscos. Todas las recetas incluyen pescado blanco hervido, langosta, judías verdes, apio, zanahorias, remolacha y patatas . Algunas personas insisten en que el salsifí negro es fundamental. También se pueden incluir otros mariscos y verduras. Cada ingrediente se hierve por separado, se corta y se sazona con aceite y vinagre. Cada capa se adereza con una especie de cruce entre salsa verde y mayonesa ; se compone de perejil, ajo, alcaparras, anchoas, yemas de huevo duro y aceitunas verdes molidas juntas en un mortero con aceite de oliva y vinagre. La pirámide está coronada con una langosta con su coral. Los lados de la pirámide están adornados con aceitunas verdes, botargo, alcaparras, filetes de anchoa, cangrejos de río, alcachofas y huevos duros en cuartos.

## "Caponata Estiva"de Nápoles
El plato napolitano llamado "Caponata Estiva" 'Summer Caponata', "Caponata Napolitana", o "Caponata di Pesce" se compone en forma de anillo, con bizcochos humedecidos (friselle o gallette) vestidos con aceite, sal, ajo, orégano y albahaca, y rematado con tomates en rodajas y posiblemente atún. Cualquier cantidad de ingredientes adicionales son opcionales, incluidos arenque ahumado, verduras en escabeche, aceitunas, alcaparras, anchoas, sardinas, huevos duros, carne de res hervida en rodajas muy finas, pepino, zanahoria, apio.

## Tradiciones
El cappon magro es un plato tradicional de Nochebuena .